# Campionati italiani invernali di nuoto 2002
I 5. Campionati italiani invernali di nuoto si sono svolti a Camogli il 18 e il 19 dicembre 2002.

## Podi

### Uomini
| Evento              | Oro                                                                                           | Tempo      | Argento                                                                                    | Tempo    | Bronzo                                                                                        | Tempo    |
| Stile libero        |                                                                                               |            |                                                                                            |          |                                                                                               |          |
| 50 m                | Lorenzo Vismara                                                                               | 21.49 - RI | Michele Scarica                                                                            | 22.29    | René Gusperti                                                                                 | 22.32    |
| 100 m               | Lorenzo Vismara                                                                               | 47.91      | Filippo Magnini                                                                            | 48.13    | Christian Galenda                                                                             | 48.81    |
| 200 m               | Emiliano Brembilla                                                                            | 1'44.87    | Filippo Magnini                                                                            | 1'45.24  | Matteo Pelliciari                                                                             | 1'47.54  |
| 400 m               | Emiliano Brembilla                                                                            | 3'40.09    | Matteo Pelliciari                                                                          | 3'47.10  | Nicola Selleri                                                                                | 3'47.14  |
| 1500 m              | Samuele Pampana                                                                               | 14'54.42   | Emiliano Brembilla                                                                         | 14'55.42 | Luca Baldini                                                                                  | 14'56.68 |
| Dorso               |                                                                                               |            |                                                                                            |          |                                                                                               |          |
| 50 m                | Luis Alberto Laera                                                                            | 24.69 RI   | Cesare Pizzirani                                                                           | 25.03    | Mattias Andreoli                                                                              | 25.62    |
| 100 m               | Luis Alberto Laera                                                                            | 53.35      | Cesare Pizzirani                                                                           | 53.81    | Enrico Catalano                                                                               | 55.05    |
| 200 m               | Emanuele Merisi                                                                               | 1'55.99    | Mirko Mazzari                                                                              | 1'56.62  | Cesare Pizzirani                                                                              | 1'57.43  |
| Rana                |                                                                                               |            |                                                                                            |          |                                                                                               |          |
| 50 m                | Alessandro Terrin                                                                             | 27.65      | Olivier Johan Vincenzetti                                                                  | 27.7     | Maurizio Capone                                                                               | 27.80    |
| 100 m               | Olivier Johan Vincenzetti                                                                     | 1'00.01    | Domenico Fioravanti                                                                        | 1'00.51  | Davide Rummolo                                                                                | 1'00.83  |
| 200 m               | Olivier Johan Vincenzetti                                                                     | 2'08.70    | Davide Rummolo                                                                             | 2'08.91  | Paolo Bossini                                                                                 | 2'09.94  |
| Farfalla            |                                                                                               |            |                                                                                            |          |                                                                                               |          |
| 50 m                | Filippo Magnini                                                                               | 24.31      | Rudy Goldin                                                                                | 24.41    | Christian Galenda                                                                             | 24.52    |
| 100 m               | Christian Galenda                                                                             | 53.33      | Rudy Goldin                                                                                | 53.57    | Mattia Nalesso                                                                                | 53.1     |
| 200 m               | Alessio Boggiatto                                                                             | 1'57.92    | Massimiliano Eroli                                                                         | 1'58.83  | Paolo Villa                                                                                   | 1'59.04  |
| Misti               |                                                                                               |            |                                                                                            |          |                                                                                               |          |
| 100 m               | Christian Galenda                                                                             | 54.75      | Domenico Fioravanti                                                                        | 55.01    | Andrea Savino                                                                                 | 55.75    |
| 200 m               | Alessio Boggiatto                                                                             | 1'57.97    | Nicola Febbraro                                                                            | 1'58.92  | Lorenzo Sirigu                                                                                | 1'59.72  |
| 400 m               | Alessio Boggiatto                                                                             | 4'11.65    | Lorenzo Sirigu                                                                             | 4'13.98  | Tommaso Proverbio                                                                             | 4'17.97  |
| Staffette           |                                                                                               |            |                                                                                            |          |                                                                                               |          |
| 4x50 m stile libero | Centro Sportivo Carabinieri Michele Scarica Mauro Gallo Filippo Magnini Mattia Nalesso        | 1'28.24    | Gruppo Nuoto Fiamme Gialle René Gusperti Christian Galenda Klaus Lanzarini Lorenzo Vismara | 1'28.55  | Circolo Canottieri Aniene Pietro Deriu Simone Cercato Emiliano Brembilla Domenico Fioravanti  | 1'30.54  |
| 4x50 m misti        | Centro Sportivo Carabinieri Luis Alberto Laera Davide Rummolo Filippo Magnini Michele Scarica | 1'37.75    | DDS Emanuele Merisi Dario Nodari Enrico Catalano Alessandro Calvi                          | 1'39.59  | Circolo Canottieri Aniene Luca Masnadi Domenico Fioravanti Alessandro Salvador Simone Cercato | 1'40.17  |

### Donne
| Evento              | Oro                                                                                          | Tempo        | Argento                                                                         | Tempo   | Bronzo                                                                                        | Tempo   |
| Stile libero        |                                                                                              |              |                                                                                 |         |                                                                                               |         |
| 50 m                | Cristina Chiuso                                                                              | 25.10        | Cecilia Vianini                                                                 | 25.20   | Lara Consolandi                                                                               | 25.60   |
| 100 m               | Cristina Chiuso                                                                              | 55.19        | Federica Pellegrini                                                             | 55.27   | Luisa Striani                                                                                 | 55.51   |
| 200 m               | Sara Parise                                                                                  | 1'59.48      | Veronica Massari                                                                | 1'59.61 | Simona Ricciardi                                                                              | 1'59.76 |
| 400 m               | Simona Ricciardi                                                                             | 4'08.48 - RI | Elisa Pasini                                                                    | 4'10.07 | Sara Goffi                                                                                    | 4'10.08 |
| 800 m               | Simona Ricciardi                                                                             | 8'30.47      | Sara Goffi                                                                      | 8'33.82 | Elisa Pasini                                                                                  | 8'38.81 |
| Dorso               |                                                                                              |              |                                                                                 |         |                                                                                               |         |
| 50 m                | Alessandra Cappa                                                                             | 28.56        | Valentina De Nardi                                                              | 29.23   | Roberta De Iorio                                                                              | 29.25   |
| 100 m               | Alessandra Cappa                                                                             | 1'00.75      | Alessia Regli                                                                   | 1'02.21 | Valentina De Nardi                                                                            | 1'02.31 |
| 200 m               | Federica Barsanti                                                                            | 2'12.14      | Alessandra Cappa                                                                | 2'12.69 | Alessia Regli                                                                                 | 2'13.38 |
| Rana                |                                                                                              |              |                                                                                 |         |                                                                                               |         |
| 50 m                | Roberta Panara                                                                               | 31.92        | Sara Farina                                                                     | 32.03   | Roberta Crescentini                                                                           | 32.04   |
| 100 m               | Serenella Parri                                                                              | 1'08.88      | Chiara Boggiatto                                                                | 1'09.09 | Roberta Panara                                                                                | 1'09.13 |
| 200 m               | Sara Farina                                                                                  | 2'26.26 - RI | Chiara Boggiatto                                                                | 2'29.10 | Serenella Parri                                                                               | 2'29.97 |
| Farfalla            |                                                                                              |              |                                                                                 |         |                                                                                               |         |
| 50 m                | Francesca Segat                                                                              | 27.23 - RI   | Elena Gemo                                                                      | 27.36   | Cristina Maccagnola                                                                           | 27.64   |
| 100 m               | Francesca Segat                                                                              | 59.14        | Sara Parise                                                                     | 1'00.18 | Elena Gemo                                                                                    | 1'00.42 |
| 200 m               | Francesca Segat                                                                              | 2'07.92 - RI | Paola Cavallino                                                                 | 2'08.93 | Veronica Massari                                                                              | 2'12.93 |
| Misti               |                                                                                              |              |                                                                                 |         |                                                                                               |         |
| 100 m               | Sara Parise                                                                                  | 1'01.75 - RI | Veronica Massari                                                                | 1'02.86 | Giorgia Gramillano                                                                            | 1'02.96 |
| 200 m               | Sara Parise                                                                                  | 2'11.56 - RI | Veronica Massari                                                                | 2'11.83 | Serenella Parri                                                                               | 2'16.91 |
| 400 m               | Veronica Massari                                                                             | 4'39.27      | Francesca Segat                                                                 | 4'41.31 | Elisa Pasini                                                                                  | 4'46.76 |
| Staffette           |                                                                                              |              |                                                                                 |         |                                                                                               |         |
| 4x50 m stile libero | DDS Cecilia Vianini Lara Consolandi Roberta Panara Sara Goffi                                | 1'42.89      | Dabliu Sport Team Luisa Striani Emanuela Donati Manuela Antonioli Delfina Pinto | 1'44.41 | Aurelia Nuoto Cristina Chiuso Flavia Zoccari Lucrezia Serrani Alessia Filippi                 | 1'44.76 |
| 4x50 m misti        | AS Larus Nuoto Valentina De Nardi Roberta Crescentini Giorgia Gramillano Mariangela Zampella | 1'55.24      | DDS Federica Barsanti Roberta Panara Veronica Ranieri Cecilia Vianini           | 1'55.65 | Circolo Canottieri Aniene Alessandra Cappa Ombretta Plos Federica Biscia Angelika Fischnaller | 1'56.51 |